# Chaetodon lunulatus
Il pesce farfalla trifasciato orientale (Chaetodon lunulatus), detto anche pesce farfalla trifasciato del Pacifico o più semplicemente pesce farfalla ovale, è un pesce d'acqua salata appartenente alla famiglia Chaetodontidae.